# Voertuigenpark van De Lijn
Voertuigenpark van De Lijn geeft in enkele tabellen het volledige voertuigenpark weer van de Belgische vervoermaatschappij De Lijn, dat in dienst is of in dienst is geweest.
Voor haar drie tramnetten (de Kusttram en de stadsnetten in Antwerpen en Gent) gebruikt De Lijn Urbos-trams (Zeelijner / Stadslijner), Albatros-, HermeLijn- en PCC- (Presidents' Conference Committee-Car) trams, alle op meterspoor. Aan de kust reden naast de Zeelijner nog tot de zomer 2023 enkele trams van het type 'BN' van de gelijknamige constructeur (nu Bombardier).
Het bussenpark is niet veelzijdiger, met bijna alleen bussen van Van Hool, VDL Bus & Coach, Mercedes-Benz en Iveco Bus. De trolleybussen waren allemaal van het type Van Hool AG280T. In 2009 werd bekend dat de trolleybussen verdwijnen en langzamerhand vervangen werden door hybride bussen van het type Van Hool AG300. Er reden onder De Lijn enkele Mercedes-Benz Citobussen, genummerd 4165-4167. Deze bussen kwamen ter gelegenheid van Busworld 2001 in Kortrijk. Ook rijden er een aantal Midi- en minibussen van andere merken zoals de Mercedes-Benz Sprinter en de Joost (Mercedes-Benz) Sprinter. Sommige privé-exploitanten gebruiken echter ook andere merken; zo zijn er bij sommige in hun remise weer veel Mercedes-lijnbussen en/of Scania-lijnbussen te zien. In 2013 werd bekendgemaakt dat een groot deel van het wagenpark vervangen zou worden. Van de in totaal 386 nieuwe bussen zouden 157 bussen afkomstig zijn van het merk Iveco Bus. In 2015 en 2016 werd bekend dat er respectievelijk 107 en 121 bussen bij zouden komen, waarvan 188 12m bussen en 40 gelede bussen. 197 bussen zouden afkomstig zijn van VDL en 31 gelede bussen van Van Hool.

## Voertuigenparknummering
De voertuigen van De Lijn zijn in twee grote groepen verdeeld. Enerzijds zijn er de voertuigen die door De Lijn zelf worden aangekocht, onderhouden en uitgebaat. Anderzijds zijn er de busexploitanten die met eigen bussen ritten uitvoeren in opdracht van en voor rekening van De Lijn. Een voertuig van de regie is te herkennen aan een nummering met 4 cijfers, de exploitantenbussen dragen 6 cijfers. Van dit exploitantennummer geeft het eerste cijfer telkens de entiteit (= provincie) weer: (1 Antwerpen, 2 Oost-Vlaanderen, 3 Vlaams-Brabant, 4 Limburg, 5 West-Vlaanderen).
De nummering van het voertuigenpark van de regie zelf is als volgt opgedeeld:
- 1xxx-reeks - Dit zijn demobussen en/of huurbussen.
- 20xx t/m 59xx-reeksen - Dit zijn de bussen van de regie zelf (zie ook het kopje Busmaterieel)
- 60xx t/m 63xx-reeksen - Dit zijn de trams (zie ook het kopje Trams)
- 70xx t/m 74xx-reeksen - Dit zijn de trams (zie ook het kopje Trams)
- 74xx-reeks - Dit waren de trolleybussen van de regie zelf (zie ook het kopje Busmaterieel)
- 75xx t/m 79xx-reeksen; Dit zijn de dienstwagens en rijschoolbussen van de regie zelf (zie ook de kopjes Rijschoolbussen en Dienstwagens)
- 80xx t/m 99xx-reeksen; Dit zijn de dienstwagens en rijschoolbussen van de regie zelf (zie ook de kopjes Rijschoolbussen en Dienstwagens)

## Trams

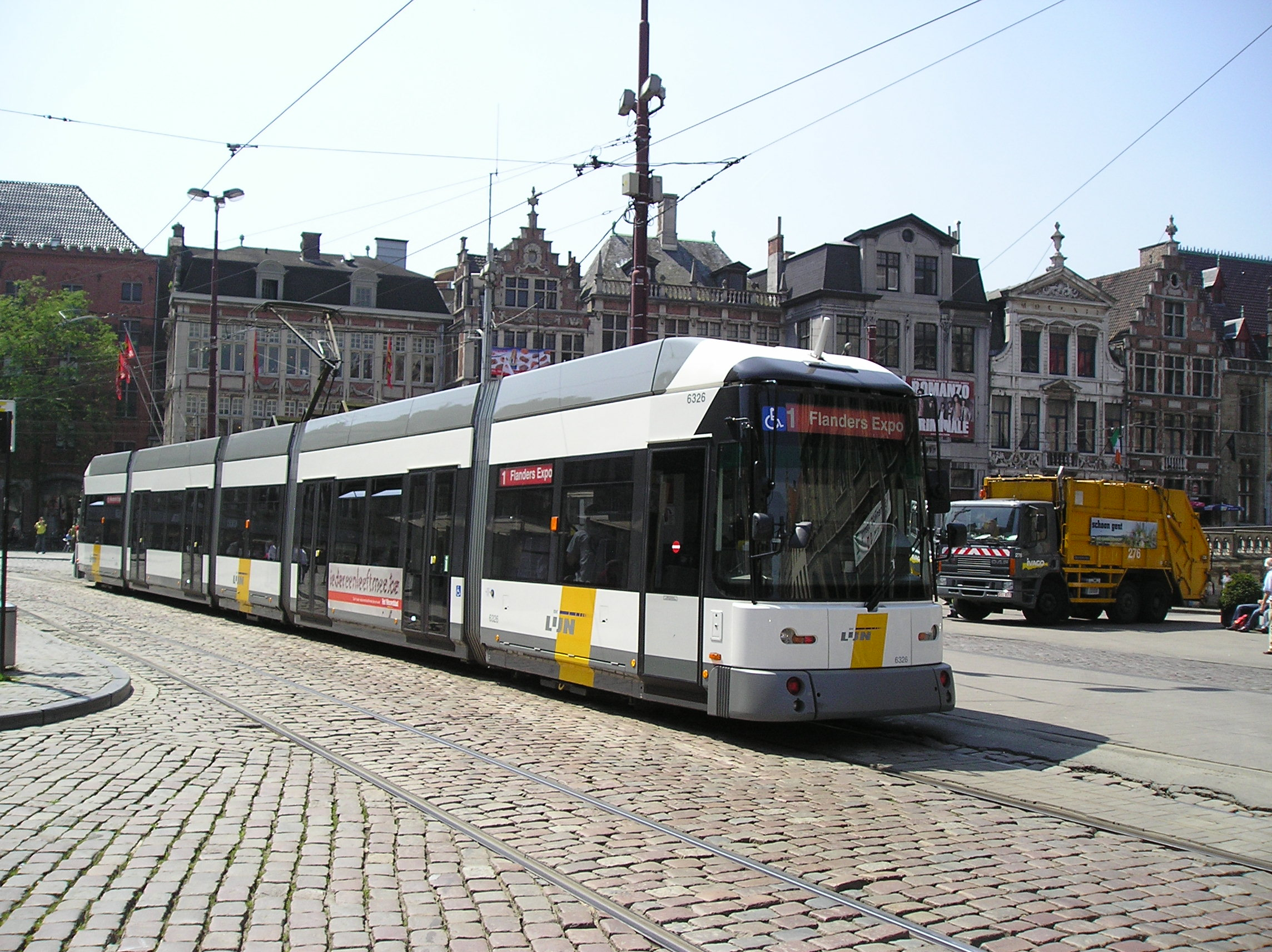
Lagevloertram van De Lijn van het type HermeLijn in Gent.

De trams zijn genummerd in de 6- en 7-reeksen. De reeks 6- bestaat uit 4 subreeksen:
- 60 zijn de Kusttrams
- 61 waren de trams voor de premetro van Charleroi (nummer dateert uit tijdperk van NMVB
  - De nieuwe  Urbos Kusttrams zijn (ook) serie 6100
- 62 zijn PCC-trams uit Gent
- 63 zijn de Hermelijnen en Albatrossen uit Gent

De reeks 7- bestaat uit 5 reeksen:
- 70 zijn PCC-trams uit Antwerpen
- 71 idem
- 72 zijn de Hermelijnen uit Antwerpen
- 73 zijn de Albatrostrams uit Antwerpen
- 74 zijn de  Urbos-trams uit Antwerpen

| Serie               | Bouwjaar                              | Fabrikant                           | Type                  | Aantal  | Inzet          | Opmerking                                                  |
| ------------------- | ------------------------------------- | ----------------------------------- | --------------------- | ------- | -------------- | ---------------------------------------------------------- |
| 6000-6049           | 1980                                  | BN                                  | Light Rail Véhicule   | 50      | Kusttram       | Buiten dienst. 6017 en 6025 zijn bewaard door TTO Noordzee |
| 6111-6158           | 2020-2022                             | CAF                                 | Urbos / 'Zeelijner'   | 48      | Kusttram       |                                                            |
| 6201-6254           | 1971-1974                             | BN                                  | PCC-trams             | 54      | Gent           |                                                            |
| 6301-6341           | 1999-2000, 2004                       | Siemens (Bombardier Transportation) | HermeLijn             | 41      | Gent           | 6332-6341 zijn 'Pooltrams’ voor Gent en de Kusttram        |
| 7000-7165           | 1960-1975                             | BN en ACEC                          | PCC-trams             | 166     | Antwerpen      | Circa 50 trams zijn buiten dienst                          |
| 7201-7284           | 1999-2000, 2004, 2006-2007, 2011-2012 | Siemens (Bombardier Transportation) | HermeLijn             | 84      | Antwerpen      | 7232-7265 zijn 'Pooltrams' voor Antwerpen en de Kusttram   |
| 7301-7362 6353-6378 | 2014-2015-2016                        | Bombardier Transportation           | Flexity 2             | 48 + 40 | Antwerpen Gent |                                                            |
| 7401-7458           | 2021-2023                             | CAF                                 | Urbos / 'Stadslijner' | 58      | Antwerpen      |                                                            |

Van de 63- en 72-reeksen rijden er enkele exemplaren aan de Kust. De meeste van deze 'Pooltrams' worden in het begin van het seizoen naar de Kust getransporteerd, en nadien terug naar hun thuishaven. Er blijft er echter ook telkens één van elk type aan de kust, voor opleidingsdoeleinden.

### Bombardiertrams

#### Eerste order
In 2012 maakte De Lijn bekend een order te hebben geplaatst voor 48 trams, FLEXITY2-type, bij rollendmaterieelproducent Bombardier Transportation in Brugge. 20 van deze trams zijn zogenaamde 'supertrams' met een lengte van 42,7 meter, verdeeld over 7 compartimenten, met een capaciteit van 380 reizigers. De helft hiervan gaat naar Antwerpen, waar ze ingezet worden op lijn 3 en lijn 15, de andere helft naar Gent om de capaciteit van lijn 1 te verhogen. De overige 38 kortere trams (31,4 meter - 5 delen) zijn aangeschaft voor de Antwerpse tramverlengingen naar Wijnegem, Boechout en Ekeren. Deze bieden plaats aan 266 personen, waarvan 54 zitplaatsen. De eerste nieuwe trams kwam eind 2014 naar Gent, begin 2015 kwam Antwerpen aan de beurt.

#### Tweede order
Met de bestelling van het eerste order maakte De Lijn ook bekend dat er een vervolgorder bestaat uit voor Antwerpen 10 kortere en 14 langere trams en voor Gent 16 trams. Deze bestelling werd op 8 mei 2015 geplaatst. Bij de levering van het tweede order werden enkele PCC-trams buiten dienst gesteld.

### Urbos
In februari 2014 maakte de Vlaamse regering bekend dat ze voor 320 miljoen euro ging investeren in 146 nieuwe lagevloertrams, in de eerste plaats om de bestaande kusttrams te vervangen, maar ook voor Antwerpen en Gent. De keuze viel op de CAF Urbos. De eerste tram werd bij InnoTrans 2014 te Berlijn voorgesteld. Concurrent Bombardier maakte initieel bezwaar tegen de bestelling, waardoor er negen maanden vertraging was.

#### Kust: 48 trams (Zeelijner)
De 48 bestaande kusttrams zijn in 2021-2022 vervangen. Er was sprake dat nog 9 bijkomende trams die een verhoging van de frequentie mogelijk zouden maken.

#### Antwerpen: 58 trams (Stadslijner)
Volgens de initiële aankondiging zou Antwerpen 66 van deze nieuwe trams krijgen, later werd dit aantal gewijzigd naar 58. Een deel van de nieuwe trams zal geleidelijk de PCC's (de 'kleine trams'), waarvan er nog 155 rondreden in Antwerpen, vervangen. De rest wordt ingezet voor de uitbreidingen in het kader van het Masterplan.
Op 28 januari 2023 werd de nieuwe naam Stadslijner bekendgemaakt voor dit materieel, bij de indienstname.

#### Gent: 18 trams
Volgens de initiële aankondiging zou Gent 18 van deze nieuwe trams krijgen, om een deel van de 40 PCC- trams die nog in Gent reden te vervangen, en voor uitbreiding van het tramnet.

## Bussen

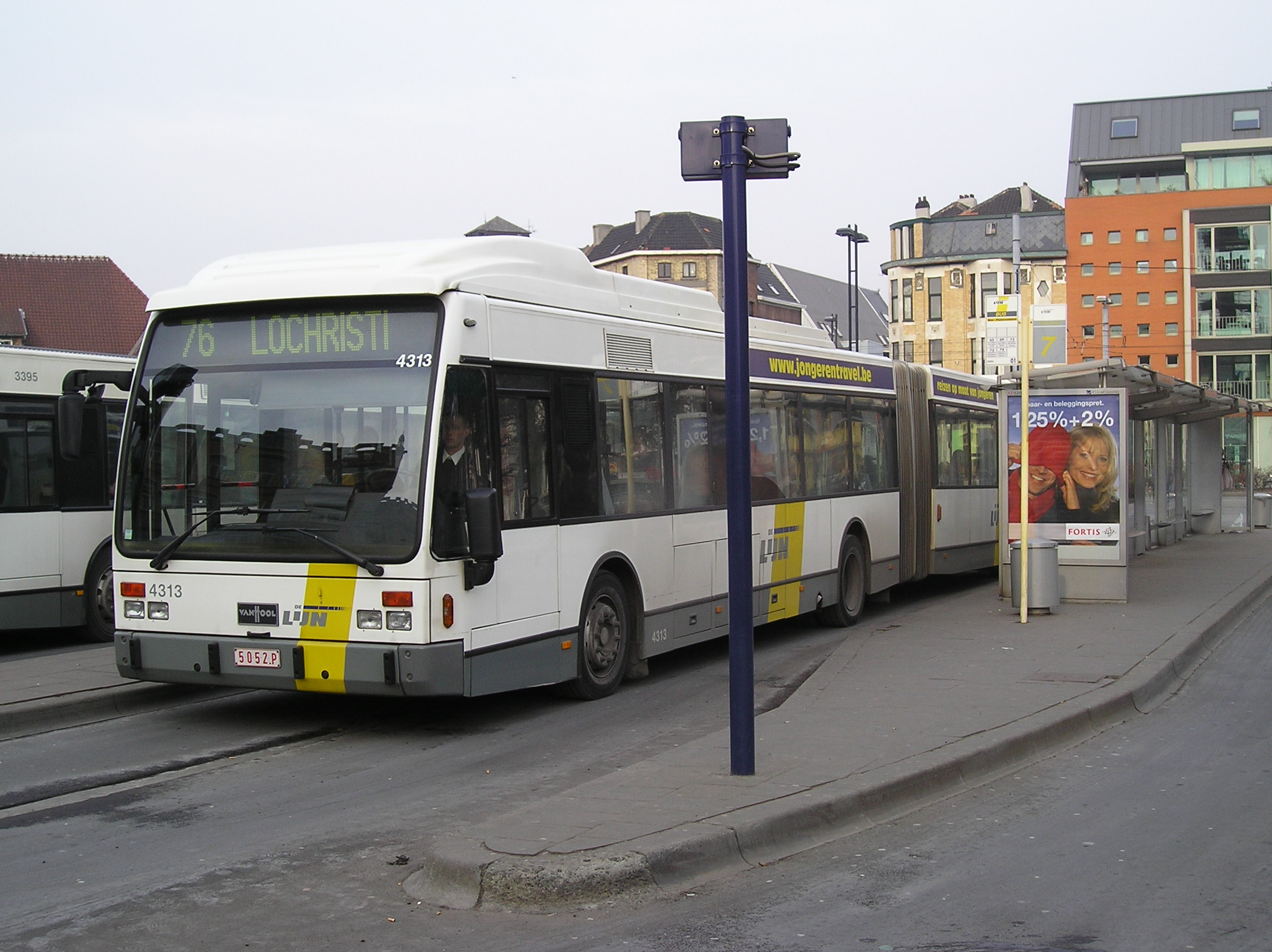
Van Hool AG300

Hieronder volgt een overzicht van het busmaterieel anno 2016. In de loop van 2014, 2015 en 2016 werd een groot deel van het wagenpark vernieuwd. Met deze vernieuwing werden veel oude bussen afgevoerd en/of omgebouwd tot dienstwagens of rijschoolbussen. Enkele nieuwe bussen werden ook direct ingezet als rijschoolbus. Het doel van De Lijn is uiteindelijk om vanaf 2019 geleidelijk aan alle dieselbussen te vervangen, met vanaf 2025 bijna alleen nog maar elektrische en hybride bussen. Opvallend bij De Lijn is dat de meeste series van diens voorgangers hun oude nummering behielden (op de trolleybussen na) toen ze werden overgenomen. Pas bij nieuwe series die na 1991 in dienst kwamen nummerde De Lijn opnieuw hun series door vanaf de laatste series die NMVB nog in dienst stelde. Hierbij komen sommige series bij De Lijn dubbel voor, met name de 3xxx-series, 4xxx-series en 5xxx-series van NMVB.

### Lijndienstbussen in dienst voor 1991
Hieronder een overzicht van het wagenpark dat voor 1991 in dienst kwam bij de voorgangers van De Lijn en werd overgenomen voor een bepaalde periode door De Lijn. Sommige bussen deden maar enkele weken of maanden dienst bij De Lijn. Alle bussen zijn inmiddels afgevoerd of verkocht. Omdat bij de NMVB een opsplitsing werd gemaakt tussen het Vlaamse deel en het Waalse deel zie je ook dat er breuken zitten in bepaalde series. Dit kan ook komen doordat de NMVB bepaalde wagens al had afgevoerd of omgebouwd tot rijschoolbussen of dienstwagens.
| Serie | Bouwjaar  | Fabrikant           | Type             | Aantal | Afkomst | Status                               | Opmerking | Afbeelding |
| --- | --------- | ------------------- | ---------------- | ------ | ------- | ------------------------------------ | --- | ---------- |
| 1, 4-5, 7-17, 20-22 en 27-34 | 1973      | Van Hool            | 409 AU 95        | 25     | MIVG    | Afgevoerd                            | |            |
| 35-57 | 1975-1976 | Van Hool            | 409 AU 95        | 23     | MIVG    | Afgevoerd                            | |            |
| 58-76 | 1977      | Van Hool            | 409 AU 95        | 19     | MIVG    | Afgevoerd                            | |            |
| 77-115 | 1980      | Van Hool            | A120             | 23     | MIVG    | Afgevoerd                            | |            |
| 611-625 | 1975      | Van Hool            | 409 AU 95        | 15     | MIVA    | Afgevoerd                            | |            |
| 626-645 | 1976      | Van Hool            | 409 AU 95        | 20     | MIVA    | Afgevoerd                            | |            |
| 646-662 | 1976      | Van Hool            | 409 AU 95        | 17     | MIVA    | Afgevoerd                            | |            |
| 1001-1050 | 1985-1986 | Jonckheere          | TransCity        | 50     | MIVA    | Afgevoerd                            | 1016 reed in 2003 tijdelijk bij Oostmalle Cars voor de stadsdienst in Turnhout. |            |
| 1051-10980 | 1986-1987 | Jonckheere          | TransCity        | 30     | MIVA    | Afgevoerd                            | 1076 reed in 2003 tijdelijk bij Oostmalle Cars voor de stadsdienst in Turnhout. |            |
| 2028-2043 2075-2091 | 1982      | Van Hool            | A120             | 33     | NMVB    | Afgevoerd                            | |            |
| 2100-2142 | 1985-1986 | Van Hool            | AG280            | 43     | NMVB    | Afgevoerd                            | |            |
| 2154-2170 | 1988      | Jonckheere          | TransCity geleed | 17     | NMVB    | Afgevoerd                            | |            |
| 2184-2201 2207-2208 | 1988      | Van Hool            | AG280            | 20     | NMVB    | Afgevoerd                            | |            |
| 2213-2214 2216-2218 2220 2222-2223 | 1988-1989 | LAG                 | Atlantic         | 8      | NMVB    | Afgevoerd                            | 2217 deed nog dienst als infobus |            |
| 2234-2254 | 1988-1989 | Van Hool            | AG280            | 21     | NMVB    | Afgevoerd                            | |            |
| 2255-2274 | 1989      | Van Hool            | A120 Intercity   | 20     | NMVB    | Afgevoerd                            | |            |
| 2295-2304 | 1989      | Van Hool            | A280/A500        | 10     | NMVB    | Afgevoerd                            | De bussen droegen de chassis van een A280, maar de carrosserie van een A500. |            |
| 2305-2329 | 1989      | Jonckheere          | 041              | 26     | NMVB    | Afgevoerd                            | |            |
| 2330 | 1979      | Van Hool            | AG280            | 1      | NMVB    | Afgevoerd                            | Was voormalig prototype/demobus Na sloop in 1999 werd het radiatorrooster met koplampen gemonteerd op 5768 |            |
| 2331-2350 | 1990      | Jonckheere          | City 041         | 20     | NMVB    | Afgevoerd                            | |            |
| 2356 2359-2371 2388-2470 | 1990      | Van Hool            | A600             | 97     | NMVB    | Afgevoerd / uitgeleend               | 2356, 2359 - 2369, 2371, 2404-2447, 2449-2470 zijn afgevoerd 2370, 2389 - 2403 zijn uitgeleend aan buspachter Mattheessen 2448 was in dienst als rijschoolbus 2470 is na buiten dienst stelling een museumbus geworden                                                            |            |
| 2481-2483 | 1989      | LAG                 | Panoramic        | 3      | NMVB    | Afgevoerd                            | 2481 en 2482 gingen in 1992 uit dienst, 2483 ging pas in 2004 uit dienst. |            |
| 3701 3705 3713-3714 3717-3718 3773-3776 | 1971-1972 | Jonckheere-Van Hool | 209 AI 6         | 10     | NMVB    | Afgevoerd                            | |            |
| 3929 | 1973      | Van Hool            | 409 AI 6         | 1      | NMVB    | Afgevoerd                            | Reed maar een paar weken bij De Lijn |            |
| 4065-4072 4074-4078 4081-4086 4088-4091 4094-4097 4099 | 1973      | Jonckheere-Van Hool | 409 AI 6         | 30     | NMVB    | Afgevoerd                            | |            |
| 4125-4126 4128-4130 4132-4139 4141 4144 4146 4151-4152 4156 4160 4165 4167-4169 4171 4173-4174 4176-4178 4180-4184 4192 4194 4196-4197                                         | 1974      | Van Hool            | 409 AI 6         | 39     | NMVB    | Afgevoerd                            | Uit de serie deden maar 39 bussen dienst bij De Lijn, de rest was in dienst bij TEC of al afgevoerd |            |
| 4201-4208 4210-4211 4213-4218 4220-4224 4226-4227 4229-4231 4236 4239 4241-4243 4245 4247-4248 4250 4252-4256 4258-4260 4262-4265 4267-4268 4271-4272 4274-4275 4279-4281 4284 | 1974      | Van Hool            | AI 114X          | 58     | NMVB    | Afgevoerd                            | |            |
| 4375-4379 4381 4383-4386 4389-4397 4400-4402 4409-4417 4420-4423 4425-4429 4431-4439                                                                                           | 1975      | Van Hool            | AI 119X          | 52     | NMVB    | Afgevoerd                            | |            |
| 4441-4443 | 1975      | Van Hool            | AI 119X          | 3      | NMVB    | Afgevoerd                            | Uit de serie deden maar 3 bussen dienst bij De Lijn, de rest was in dienst bij TEC of al afgevoerd |            |
| 4479 4483-4484 4488 4492 4494-4499 | 1975      | Van Hool            | AU 124           | 11     | NMVB    | Afgevoerd                            | Uit de oorspronkelijke serie deden de 4475, 4476, 4477, 4487, 4490 en 4493 dienst als dienstwagens bij De Lijn en waren al in 1986 en 1988 door de NMVB uit dienst gehaald en hernummerd.                                                                                         |            |
| 4515 4561-4585 4587-4593 4595-4620 4623-4627 4642-4650 4653-4656 4660-4673 4678-4685 4687-4688 4727 4729-4742 4744-4768 4770-4820 4822-4824                                    | 1976      | Van Hool            | AI 119/2         | 198    | NMVB    | Afgevoerd                            | |            |
| 4827-4828 4846-4848 4851 4853 4860 4862 | 1976      | Van Hool            | AU 124           | 9      | NMVB    | Afgevoerd                            | Uit de oorspronkelijke serie deden 4831, 4834, 4842, 4844, 4849, 4855 en 4857 dienst als dienstwagens bij De Lijn en waren al in 1986 en 1988 door de NMVB uit dienst gehaald en hernummerd.                                                                                      |            |
| 5015-5039 | 1977      | Jonckheere-Leyland  | B21/1 LS         | 25     | NMVB    | Afgevoerd / verkocht                 | 5022 werd uiteindelijk verkocht aan TEC Henegouwen |            |
| 5040-5063 5065-5083 | 1977      | Van Hool            | AU 124           | 43     | NMVB    | Afgevoerd                            | |            |
| 5124-5154 5174-5193 5231-5245 5258-5277 5338-5342 | 1977-1978 | Van Hool            | A120             | 91     | NMVB    | Afgevoerd                            | 5236 en 5243 zijn na hun dienst als lijnbus omgebouwd tot infobus. 5264 was omgebouwd tot werkwagen (cyberbus). 5274 was omgebouwd tot kluisbus Uit de oorspronkelijke serie was de 5270 al bij NMVB omgebouwd tot werkbus en deed bij De Lijn nog korte tijd dienst als werkbus. |            |
| 5356-5398 5421-5480 5502-5545 | 1979-1980 | Van Hool            | A120             | 146    | NMVB    | Afgevoerd                            | 5356-5357 werden na hun dienst als lijnbus ingezet als rijschoolbus. 5364 werd na zijn dienst als lijnbus omgebouwd tot festivalbus. 5379 werd na zijn dienst als lijnbus omgebouwd tot fietsbus.                                                                                 |            |
| 5556-5558 | 1981      | Van Hool            | AU 138           | 3      | NMVB    | Afgevoerd                            | 5556 werd na zijn dienst als lijnbus omgebouwd tot werkwagen. |            |
| 5559-5561 | 1981      | Jonckheere          | TransCity        | 3      | NMVB    | Afgevoerd                            | Werden ook weleens aangeduid als Jonckheere-Mol Eagle M28 |            |
| 5597-5605 5616-5675 | 1980-1981 | Van Hool            | A120             | 69     | NMVB    | Afgevoerd                            | 5619 werd na zijn dienst als lijnbus ingezet als rijschoolbus |            |
| 5700-5714 | 1981      | Van Hool            | A120             | 15     | NMVB    | Afgevoerd                            | |            |
| 5715-5721 5723-5739 | 1981-1982 | Jonckheere-Mol      | M31              | 24     | NMVB    | Afgevoerd                            | 5722 was in 1989 uitgebrand |            |
| 5740-5755 5766-5771 5773-5776 5778-5780 5782-5795 | 1981      | Van Hool            | AG280            | 43     | NMVB    | Afgevoerd                            | |            |
| 5796-5805 5816-5840 5884-5906 5917-5925 5927-5942 | 1981-1982 | Van Hool            | A120             | 83     | NMVB    | Afgevoerd                            | 5840 was bij de NMVB omgeboud tot infobus 9856, maar kwam in 1993 terug in lijndienst onder zijn oude nummer. 5938 werd omgebouwd tot kleedcabinebus. |            |
| 5945-5970 | 1983      | Van Hool            | A120             | 26     | NMVB    | Afgevoerd                            | |            |
| 5971-5996 | 1985      | LAG                 | AI450            | 26     | NMVB    | Afgevoerd                            | 5982 en 5984 werden in 2004 ingezet als rijschoolbus |            |
| (74)01-(74)20 | 1987-1988 | Van Hool            | AG280T           | 20     | MIVG    | Buiten dienst / afgevoerd / verkocht | Droegen administratief de 74xx-nummer, maar op de buitenkant stond gewoon de serienummers 01-20 |            |

### Lijndienstbussen in dienst gekomen van 1991 tot en met 2015
Hieronder een overzicht van de bussen die vanaf 1991 tot en met 2015 bij De Lijn in dienst kwamen.
| Serie       | Bouwjaar  | Fabrikant      | Type                  | Aantal | Status                                                                              | Opmerking | Afbeelding |
| ----------- | --------- | -------------- | --------------------- | ------ | ----------------------------------------------------------------------------------- | --- | ---------- |
| 1163-1168   | 2006      | Van Hool       | newA309               | 6      | Tijdelijke huurbussen afkomstig van Oostmalle Cars voor de stadsdienst van Mechelen | Buiten dienst |            |
| 1190        | 2001      | Mercedes-Benz  | O405                  | 1      | Buiten dienst                                                                       | Tijdelijke huurbus afkomstig van KAV |            |
| 1191        | 2002      | Van Hool       | newA600               | 1      | Buiten dienst                                                                       | Tijdelijke huurbus afkomstig van KAV |            |
| 1192        | 1996      | Mercedes-Benz  | O405                  | 1      | Buiten dienst                                                                       | Tijdelijke huurbus afkomstig van De Duinen |            |
| 1193        | 2003      | Van Hool       | newA600               | 1      | Buiten dienst                                                                       | Tijdelijke huurbus afkomstig van KAV |            |
| 1194        | 2005      | Mercedes-Benz  | Sprinter              | 1      | Buiten dienst                                                                       | Tijdelijke huurbus afkomstig van KAV Inzet als belbus |            |
| 1195        | 2006      | Van Hool       | newA360               | 1      | Buiten dienst                                                                       | Tijdelijke huurbus afkomstig van KAV |            |
| 1196        | 2004      | Van Hool       | newA360               | 1      | Buiten dienst                                                                       | Tijdelijke huurbus afkomstig van KAV |            |
| 1199        | ??        | Van Hool       | A330FC                | 1      | Onbekend                                                                            | Oorspronkelijk gehuurd van Van Hool, maar werd in mei 2009 aangekocht voor de stadsdienst van Gent. |            |
| 2548-2658   | 1991      | Van Hool       | A600                  | 111    | Afgevoerd / verkocht                                                                | Enkele bussen zijn tijdens hun carrière uitgeleend aan onderaannemers. 2573, 2577, 2585-2588 zijn na buiten dienst stelling rijschoolbussen geworden. |            |
| 2700 - 2734 | 1991      | Van Hool       | A508                  | 35     | Afgevoerd                                                                           | 2726 is korte tijd een infobus geweest (nummer 7922) |            |
| 2781        | 1991      | Renault        | Trafic Confort        | 1      | Afgevoerd                                                                           | Reed als belbus Werd van 1997 tot 2000 ingezet als Marketingbus en is daarna afgevoerd. |            |
| 2782-2814   | 1993      | Van Hool       | A300                  | 33     | Afgevoerd                                                                           | 2810-2814 reden korte tijd voor de rijschool, maar zijn in 2014 afgevoerd. |            |
| 2815-2818   | 1992      | Van Hool       | A508                  | 4      | Afgevoerd                                                                           | |            |
| 2819-2896   | 1992-1993 | Van Hool       | A600                  | 78     | Afgevoerd / verkocht                                                                | 2819-2830 waren van 2004 tot 2005/2006 uitgeleend aan pachters 2828, 2831, 2833, 2834, 2838 zijn rijschoolbussen 2863 rijdt nog in dienst als dienstbus 2850 heeft nog korte tijd gereden als dienstbus 2896 is vipbus. |            |
| 2897-2919   | 1993      | Van Hool       | AG700                 | 23     | Afgevoerd                                                                           | |            |
| 2920        | 1993      | Van Hool       | AG700                 | 1      | Afgevoerd / verkocht                                                                | Voormalig prototype |            |
| 2921-2957   | 1993      | Van Hool       | A600                  | 37     | Afgevoerd / verkocht                                                                | |            |
| 2958-2972   | 1993      | Van Hool       | A500                  | 15     | Afgevoerd                                                                           | Oorspronkelijk werd deze reeks door een Duits bedrijf bedoeld. |            |
| 2973-2985   | 1993      | Van Hool       | AG700                 | 13     | Afgevoerd                                                                           | |            |
| 2986-2991   | 1993      | Van Hool       | A308                  | 6      | Afgevoerd                                                                           | 2991 was demobus 2990 en 2991 waren nog omgebouwd tot werkwagen, maar zijn later alsnog afgevoerd |            |
| 3081-3110   | 1994      | Van Hool       | A300                  | 30     | Afgevoerd                                                                           | Alleen 3110 rijdt nog voor de rijschool, rest is afgevoerd of verkocht. |            |
| 3151-3186   | 1994-1995 | Van Hool       | A600                  | 36     | Afgevoerd                                                                           | |            |
| 3187-3218   | 1995      | Van Hool       | A300                  | 32     | Afgevoerd / verkocht                                                                | 3201 reed voor de rijschool. 3190-3193 3200 waren in dienst bij enkele pachters. 3194 was in 2007 verkocht aan Jeugdsportfonds Camille Paulus en in 2010 weer aan de provincie Antwerpen |            |
| 3219-3236   | 1995      | Van Hool       | A500                  | 18     | Afgevoerd                                                                           | Waren enkel te vinden in Limburg. |            |
| 3237-3241   | 1995      | Van Hool       | A300 CNG              | 5      | Afgevoerd                                                                           | 3241 was omgebouwd tot hybridebus, maar is later ook buiten dienst gegaan |            |
| 3242-3243   | 1995      | Mercedes-Benz  | TN310DB               | 2      | Afgevoerd                                                                           | Reden zowel op belbuslijnen als sporadisch op enkele Tongerse stadsbuslijnen. |            |
| 3244-3247   | 1995      | Denolf & Depla | 609D                  | 4      | Afgevoerd                                                                           | |            |
| 3248-3262   | 1996      | Van Hool       | A360                  | 15     | Afgevoerd / rijschoolbussen                                                         | 3248-3255 zijn in 2010 omgevormd tot rijschoolbussen |            |
| 3263-3345   | 1996-1997 | Jonckheere     | Communo               | 83     | Afgevoerd                                                                           | Eerste grote reeks die niet van Van Hool afkomstig was. 3311 is in 2016 omgebouwd tot dienstbus |            |
| 3346-3367   | 1996-1997 | Van Hool       | AG500                 | 22     | Afgevoerd                                                                           | 3346-3355 zijn in 2012 afgevoerd. De West-Vlaamse exemplaren (3356-3367) reden tot en met 2015 nog dagelijks rond in de regio Brugge-Oostende. |            |
| 3368-3371   | 1996      | Denolf & Depla | Boxer                 | 4      | Afgevoerd                                                                           | 3369 en 3370 zijn na buiten dienst stelling dienstbussen geworden |            |
| 3372-3406   | 1996-1997 | Van Hool       | A300                  | 35     | Afgevoerd                                                                           | 3372 is na buitendienststelling een rijschoolbus geworden. |            |
| 3407-3421   | 1997      | Van Hool       | AG300                 | 15     | Afgevoerd                                                                           | 3 exemplaren verhuisden voor buitendienststelling naar Vlaams-Brabant |            |
| 3432-3439   | 1997      | Van Hool       | A600                  | 8      | Afgevoerd                                                                           | |            |
| 3440-3449   | 1997      | Denolf & Depla | Evidence              | 10     | Afgevoerd                                                                           | |            |
| 3450-3489   | 1997      | Van Hool       | A308                  | 40     | Afgevoerd                                                                           | 3487 is na buiten dienst stelling werkwagen 7802 geworden |            |
| 3490        | 1997      | BUSiness       | Sprinter              | 1      | Afgevoerd                                                                           | Oorspronkelijk Mercedes-Benz Sprinter |            |
| 3491-3494   | 1997      | Denolf & Depla | Procity               | 4      | Afgevoerd                                                                           | |            |
| 3495-3509   | 1997      | Van Hool       | A308                  | 15     | Afgevoerd                                                                           | 3508 was Trammelantbus |            |
| 3510-3576   | 1998      | Van Hool       | A600                  | 67     | Afgevoerd                                                                           | 3510 is omgemummerd naar 8043 en dient als rijschoolbus, 3551 is bewaard door een erfgoedvereniging |            |
| 3577-3581   | 1998      | Denolf & Depla | Procity               | 6      | Afgevoerd                                                                           | 3577 is na buitendienststelling een werkwagen geworden |            |
| 3582-3583   | 1994      | Van Hool       | A308H                 | 2      | Afgevoerd                                                                           | Voormalig SVD |            |
| 3584-3654   | 1998-1999 | Van Hool       | A600                  | 71     | Afgevoerd                                                                           | 3625 en 3640 zijn na buitendienststelling rijschoolbussen geworden. 3654 is na buitendienststelling Trammelantbus geworden. |            |
| 3655-3664   | 1999      | Van Hool       | A600                  | 10     | Afgevoerd                                                                           | |            |
| 3665-3688   | 2000      | Jonckheere     | Premier G             | 34     | Afgevoerd                                                                           | |            |
| 3689-3728   | 2000      | Van Hool       | A600                  | 40     | Afgevoerd                                                                           | 3721 is omgebouwd tot dienstbus, 3720 is bewaard door een particulier |            |
| 3729-3773   | 2000      | Van Hool       | A360K                 | 45     | Afgevoerd                                                                           | 3760 is na buiten dienst stelling een rijschoolbus geworden. 3768 is bewaard door een vereniging. |            |
| 3774-3794   | 1999-2000 | Van Hool       | AG500                 | 21     | Afgevoerd                                                                           | 3789 en 3792 zijn vervroegd afgevoerd na een brand in de stelplaats Asse (2001) |            |
| 3795-3812   | 1999      | Van Hool       | A300                  | 18     | Afgevoerd                                                                           | |            |
| 3813-3820   | 2000      | Van Hool       | A600                  | 8      | Afgevoerd                                                                           | |            |
| 3821-3826   | 1999      | Van Hool       | A308                  | 6      | Afgevoerd                                                                           | Reden enkel in Mechelen |            |
| 3827        | 1998      | Denolf & Depla | Procity               | 1      | Afgevoerd                                                                           | Is afgevoerd richting Polen |            |
| 3828        | ??        | Fiat           | Fiat Ducato           | 1      | Afgevoerd                                                                           | Sinds 1999 dienstbus 7817 als lijnwinkel |            |
| 3829-3978   | 2000-2001 | Jonckheere     | Transit 2000          | 150    | Afgevoerd                                                                           | Een van de grootste reeksen die De Lijn ooit in een keer bestelde. 3860 is omgenummerd naar 8044 en 3906 is omgenummerd naar 8114 en zijn na buiten dienst stelling rijschoolbus geworden 3928 is na een ongeval tegen een huisgevel in Vilvoorde afgevoerd. 3902 was van september 2010 tot april 2014 omgenummerd naar 7764 en diende tot 2014 als rijschoolbus. |            |
| 3979-3985   | 2000      | Van Hool       | A308                  | 7      | Afgevoerd                                                                           | Rijden enkel in Brugge. Werden na komst van hybride bussen uit de reeks 5858-5875 afgevoerd |            |
| 3986-4010   | 2001      | Jonckheere     | Transit 2000 G        | 25     | Afgevoerd                                                                           | |            |
| 4011-4027   | 2001      | Jonckheere     | Transit 2000          | 17     | Afgevoerd                                                                           | |            |
| 4028        | 1996      | Ford           | Transit               | 1      | Afgevoerd                                                                           | Oorspronkelijk pendelbus, later bij de technische dienst geplaatst |            |
| 4029-4042   | 2001      | Denolf & Depla | Procity               | 14     | Afgevoerd                                                                           | 4042 is in 2012 promotiebus geworden |            |
| 4043-4093   | 2001-2002 | Van Hool       | A360K                 | 51     | Afgevoerd / in dienst                                                               | Enkel 4049 was nog in dienst als reservevoertuig tot 2024. 4072 werd in 2004 omgebouwd om deels op koolzaadolie te kunnen rijden. 4088: omgebouwd tot Infobus te Limburg 4093: testmodel met elektrische rolstoelplaat. 4045 en 4051 zijn afgevoerd na een brand                                                                                                   |            |
| 4094-4126   | 2002      | Van Hool       | A330K                 | 33     | Afgevoerd                                                                           | |            |
| 4127-4138   | 2001      | Van Hool       | A308                  | 12     | Afgevoerd                                                                           | 4130 is in 2006 uitgebrand en sindsdien afgevoerd. |            |
| 4139-4157   | 2001      | Van Hool       | AG500                 | 19     | Afgevoerd                                                                           | |            |
| 4158-4164   | 2001      | Van Hool       | AG300                 | 7      | Afgevoerd                                                                           | Afgevoerd na doorstromen van reeksen 4405-4459 en 4708-4837 |            |
| 4165-4167   | 2001      | Mercedes-Benz  | Cito                  | 3      | Afgevoerd                                                                           | Speciaal voor Busworld 2001 in dienst genomen In 2013 uit dienst gegaan |            |
| 4168-4173   | 2001-2002 | Denolf & Depla | Procity               | 6      | Afgevoerd                                                                           | 4171 kreeg na een ongeval in 2003 een kop van een 43-reeks mee |            |
| 4174-4224   | 2002-2003 | Van Hool       | A360K                 | 51     | Afgevoerd / in dienst                                                               | Enkel 4174 nog in dienst als reservevoertuig (2024). 4197 en 4198 zijn na een brand afgevoerd |            |
| 4225-4243   | 2002      | Van Hool       | A330K                 | 19     | Afgevoerd / in dienst                                                               | 4225 is sinds 2014 een rijschoolbus |            |
| 4244-4277   | 2003      | Van Hool       | newA308               | 34     | Afgevoerd / in dienst                                                               | Eerste bussen met nieuwe look 4248 is na brand in 2013 afgevoerd. |            |
| 4278-4294   | 2003      | Van Hool       | AG500                 | 17     | Afgevoerd                                                                           | |            |
| 4295-4317   | 2002-2003 | Van Hool       | AG300                 | 23     | Afgevoerd / in dienst                                                               | |            |
| 4318-4337   | 2003      | VDL Jonckheere | Procity               | 20     | Afgevoerd                                                                           | 4218 is in 2010 afgevoerd, rest volgde in 2014 |            |
| 4338-4404   | 2004      | Van Hool       | newA360               | 67     | In dienst / afgevoerd                                                               | Afvoer begonnen in 2015. 4394 is na brand in 2011 afgevoerd. |            |
| 4405-4459   | 2004      | VDL Jonckheere | Transit 2000 G        | 55     | Afgevoerd / in dienst                                                               | 4409 en 4414 zijn na brand afgevoerd. De Vlaams-Brabantse exemplaren zijn en worden afgevoerd sinds 2021. |            |
| 4460-4501   | 2004      | VDL Jonckheere | Transit 2000 M        | 42     | Afgevoerd / in dienst                                                               | Enkel 4478 nog in dienst. 4494 is na brand in 2013 afgevoerd. |            |
| 4502-4514   | 2003      | Joost          | Sprinter              | 13     | Afgevoerd                                                                           | Oorspronkelijk Mercedes-Benz Sprinter. |            |
| 4515-4519   | 2004      | Van Hool       | AG300                 | 5      | Afgevoerd                                                                           | |            |
| 4520-4522   | 2003      | Joost          | Sprinter              | 3      | Afgevoerd                                                                           | Oorspronkelijk Mercedes-Benz Sprinter Nabestelling van serie 4502-4514. |            |
| 4523        | 1993      | Van Hool       | A308                  | 1      | Buiten dienst                                                                       | Ex-SVD bus 10 Is in 2010 trammelantbus 7727 geworden. |            |
| 4524-4602   | 2005      | VDL-Jonckheere | Transit 2000          | 79     | Afgevoerd / in dienst                                                               | De Vlaams-Brabantse exemplaren zijn grotendeels afgevoerd. |            |
| 4603-4663   | 2004      | Van Hool       | newAG300              | 61     | In dienst / afgevoerd                                                               | 4657 is na brand in 2009 afgevoerd. De neus ervan staat in het Jeugdhuis van Malle, de achterkant is een keet geworden. |            |
| 4664-4707   | 2004-2005 | Van Hool       | newA309               | 44     | In dienst                                                                           | |            |
| 4708-4837   | 2004      | Van Hool       | newAG300              | 130    | In dienst / afgevoerd                                                               | 4726 is afgevoerd. 4743 is afgevoerd na brand in 2017. |            |
| 4838-4879   | 2006      | VDL Jonckheere | Transit 2000          | 42     | In dienst                                                                           | 4853 is afgevoerd na een aanrijding door een trein in 2024. |            |
| 4880-4901   | 2006      | Van Hool       | newA330               | 22     | In dienst                                                                           | 4896 is in 2012 rijschoolbus geworden. 4881-4882 zijn in 2015 rijschoolbussen geworden |            |
| 4902-4963   | 2006      | VDL Jonckheere | Transit 2000 G        | 62     | In dienst                                                                           | De 4909 werd na een ongeval omgebouwd door Jonckheere en werd in september 2011 herboren als 5597. |            |
| 4964-4979   | 2006      | Van Hool       | newA309               | 16     | In dienst                                                                           | |            |
| 4980-5015   | 2007      | VDL Jonckheere | Transit 2000          | 36     | In dienst                                                                           | 5015 is rijschoolbus in West-Vlaanderen. Eerste reeks Transit 2000 met ledfilm. 4985 is omgenummerd naar 8045 en dient als rijschoolbus. |            |
| 5016-5029   | 2007-2008 | Van Hool       | newA330               | 14     | In dienst                                                                           | |            |
| 5030-5063   | 2007      | Van Hool       | newAG300              | 34     | In dienst                                                                           | Eerste reeks met een afgerond achterkant en ledfilm. |            |
| 5064-5078   | 2008      | VDL Jonckheere | Procity               | 15     | In dienst / afgevoerd                                                               | Alleen 5072-5074 en 5076-5077 zijn nog in dienst |            |
| 5079-5083   | 2007      | VDL Jonckheere | Transit 2000          | 5      | In dienst                                                                           | |            |
| 5084-5088   | 2007      | Van Hool       | newA330               | 5      | In dienst                                                                           | 5086 is in 2010 rijschoolbus geworden. 5087 is in 2015 rijschoolbus geworden |            |
| 5089-5091   | 2008      | Van Hool       | newA330               | 3      | In dienst                                                                           | Rijden voornamelijk op de Antwerpse stadsnet |            |
| 5092        | 2001      | Mercedes-Benz  | Sprinter 208CDi       | 1      | Buiten dienst                                                                       | Tweedehandsbus Is in 2010 werkwagen 7801 geworden |            |
| 5093-5094   |           | VDL Jonckheere | Procity               | 2      | Nooit in dienst gekomen                                                             | Nabestelling van serie 5064-5078 Bestelling werd geannuleerd. |            |
| 5095-5167   | 2007-2008 | VDL Jonckheere | Transit 2000          | 73     | In dienst                                                                           | 5136 is rijschoolbus in West-Vlaanderen. |            |
| 5168-5275   | 2008      | Van Hool       | newAG300              | 108    | In dienst                                                                           | |            |
| 5276-5306   | 2008      | Van Hool       | newA309               | 31     | In dienst                                                                           | |            |
| 5307-5308   | 2008      | VDL Jonckheere | Procity               | 2      | Afgevoerd                                                                           | |            |
| 5309-5323   | 2009      | VDL Jonckheere | Transit 2000          | 25     | In dienst                                                                           | Laatste reeks Transit 2000. |            |
| 5324-5333   | 2009      | Van Hool       | newAG300              | 10     | In dienst                                                                           | |            |
| 5334-5347   | 2009-2010 | Van Hool       | newA309               | 14     | In dienst                                                                           | Deze bussen rijden enkel in Limburg. Hier zijn ze verdeeld over de stelplaatsen van Tongeren, Kinrooi, Sint-Truiden, en Lanaken. |            |
| 5348-5352   | 2009      | Van Hool       | newA300Hyb            | 5      | In dienst                                                                           | |            |
| 5353-5357   | 2009-2010 | Van Hool       | newA308Hyb            | 5      | In dienst                                                                           | Rijden enkel in Brugge. |            |
| 5358-5382   | 2009-2010 | Van Hool       | newAG300Hyb           | 25     | In dienst                                                                           | 5358-5377 rijden op lijn 3 in Gent, 5378-5382 rijden in Leuven |            |
| 5383-5401   | 2010      | VDL Jonckheere | Procity               | 29     | In dienst                                                                           | 5392 is afgevoerd / buiten dienst |            |
| 5402-5445   | 2009-2010 | Van Hool       | newA360Hyb            | 44     | In dienst                                                                           | 5437-5440 rijden vanuit de stelplaats van Winterslag, 5441-5445 vanuit de stelplaats van Hasselt. |            |
| 5446-5519   | 2009-2010 | Van Hool       | newA360               | 74     | In dienst                                                                           | 5446 is in 2015 omgebouwd tot rijschoolbus |            |
| 5520-5596   | 2010      | Van Hool       | newAG300              | 77     | In dienst                                                                           | |            |
| 5597        | 2011      | Jonckheere     | Transit 2000 G Hyb    | 1      | Afgevoerd                                                                           | Was oorspronkelijk een dieselbus (voormalig 4909), maar na een ongeval werd de bus omgebouwd tot hybride bus. |            |
| 5598-5600   | 2013      | Van Hool       | A308E                 | 3      | In dienst                                                                           | Elektrische bussen Zijn exclusief bedoeld voor de stadsdienst van Brugge |            |
| 5601-5605   | 2013-2014 | Van Hool       | A330FC                | 5      | In dienst                                                                           | Waterstofbussen Zijn exclusief bedoeld voor de streekdienst van Antwerpen-Noord |            |
| 5606-5762   | 2013-2014 | Iveco Bus      | Crossway LE           | 157    | In dienst                                                                           | |            |
| 5763-5789   | 2013-2014 | VDL            | Citea SLF 120         | 27     | In dienst                                                                           | Zijn exclusief bedoeld voor de stadsdienst van Gent |            |
| 5790-5816   | 2013-2014 | Van Hool       | AG300                 | 27     | In dienst                                                                           | |            |
| 5817-5857   | 2013-2014 | VDL            | MidCity               | 41     | In dienst                                                                           | |            |
| 5958-5975   | 2014      | Van Hool       | A308Hyb               | 18     | In dienst                                                                           | |            |
| 5877-5996   | 2014-2016 | VDL            | Citea SLF 120 Hybride | 120    | In dienst                                                                           | |            |

### Lijndienstbussen in dienst gekomen na 2016
Hieronder een overzicht:
| Serie               | Bouwjaar  | Fabrikant | Type                   | Aantal   | Status          | Opmerking | Afbeelding |
| ------------------- | --------- | --------- | ---------------------- | -------- | --------------- | --- | ---------- |
| 2000-2187           | 2016-2017 | VDL       | Citea SLE              | 188      | In dienst       | |            |
| 2188-2218           | 2016      | Van Hool  | AG300                  | 31       | In dienst       | |            |
| 2219-2227           | 2016-2017 | VDL       | Citea SLFA             | 9        | In dienst       | |            |
| 2228-2293           | 2018-2019 | VDL       | Citea SLE Hybrid       | 66       | In dienst       | serieel hybride (diesel-elektrisch) |            |
| 2294-2348           | 2018-2019 | VDL       | Citea SLE              | 55       | In dienst       | |            |
| 2349-2362           | 2019-2020 | Van Hool  | ExquiCity 24 Hybrid    | 14       | In dienst       | Exclusief voor de Ringtrambus |            |
| 2363-2446           | 2019-2020 | VDL       | Citea SLE120.280Hybrid | 84       | In dienst       | Vervolgorder van de reeks 2228-22932407 en 2408 zijn rijschoolbus geworden (8426 en 8427) in 2022. |            |
| 2447-2482           | 2020-2021 | Van Hool  | new A309 Hybrid        | 36       | In dienst       | |            |
| 2483-2537           | 2019-2020 | VDL       | Citea SLFA-180         | 55       | In dienst       | Gelede lagevloerbus, diesel, 47 zitplaatsenVoorlopig laatste dieselreeks. |            |
| 2538-2550           | 2020-2022 | VDL       | Citea SLF-120 Electric | 13       | In dienst       | Elektrische lagevloerbussen met tussentijds opladen (300 kW) via pantograaf voor Leuven en Antwerpen. In Antwerpen wordt hiervoor het UZA gebruikt als tussentijds oplaadpunt. In Leuven is dit oplaadpunt gelegen aan Heverlee campus Arenberg. 3 bussen voor Gent zijn omgebouwd naar grotere batterijcapaciteit tot 200 km, zonder bijladen, en rijden daar vanaf maart 2022. |            |
| 2551-2630           | 2020-2021 | VDL       | Citea SLE120.280Hybrid | 80       | In dienst       | serieel hybride (diesel-elektrisch) |            |
| 2631-2750           | 2021-2022 | VDL       | Citea SLFA-180 Hybrid  | 120      | In dienst       | Gelede lagevloerbus, serieel hybride (diesel-elektrisch) |            |
| 2751-2820           | 2022-2023 | VDL       | Citea SLFA-180 Hybrid  | 70       | In dienst       | Gelede lagevloerbus, serieel hybride (diesel-elektrisch) |            |
| 2821-2864           | 2023      | VDL       | Citea SLFA-180 Hybrid  | 43       | In dienst       | Gelede lagevloerbus, serieel hybride (diesel-elektrisch) |            |
| 2865-2900           | 2023-2024 | Van Hool  | A12 LF E               | 36       | In dienst       | elektrisch, deel van raamovereenkomst voor 350 e-bussen |            |
| 2901-2924           | 2023-2025 | VDL       | Citea LF-122           | 24       | Deels in dienst | elektrisch, deel van raamovereenkomst voor 350 e-bussen |            |
| 2925-2931           | 2023      | CRRC      | TEG6853                | 7        | In Dienst       | |            |
| 2932-2948           | 2025      | VDL       | Citea LF-181           | 17       | In dienst       | |            |
| 2949-3013 3020-3063 | 2024-     | Iveco Bus | E-WAY 18m              | 65+44+32 | Deels in dienst | elektrisch, raamovereenkomst voor 500 e-bussen |            |
| 3014-3019           | 2024      | CRRC      | TEG6853                | 6        | In Dienst       | |            |
| 3064-3155           | 2025-     | BYD       | K9UD                   | 92       | Deels in dienst | |            |

### Rijschoolbussen
Naast de bussen voor de lijndiensten heeft De Lijn ook enkele rijschoolbussen. De meeste bussen die hier komen zijn vervangen door nieuwere bussen en daardoor overbodig geworden voor de lijndiensten, maar krijgen hier binnen De Lijn een nieuw leven. Hieronder is een overzicht van de bussen die er zijn en waren met hun voormalige nummering. De voormalige nummering staat hierbij in de volgorde zoals ze hun nieuwe nummer kregen. Met de komst van de nieuwe Iveco Crossway-bussen krijgt iedere entiteit één nieuwe rijschoolbus. In totaal komen er vijf nieuwe rijschoolbussen bij in de loop van 2014, 2015.
| Serie                        | Bouwjaar  | Fabrikant      | Type         | Aantal | Voormalige nummering         | Entiteit        | Opmerking                                                 |
| ---------------------------- | --------- | -------------- | ------------ | ------ | ---------------------------- | --------------- | --------------------------------------------------------- |
| ??                           | 1991      | Van Hool       | A600         | 6      | 2573, 2577, 2585-2588        |                 |                                                           |
| ??                           | 1985      | LAG            | AI450        | 2      | 5982 en 5984                 |                 | Buiten dienst                                             |
| 2448                         | 1990      | Van Hool       | A600         | 1      | 2448                         |                 | Buiten dienst                                             |
| 7545                         | 1969      | Van Hool       | 420          | 1      | 3475                         |                 | Buiten dienst Was al bij NMVB in dienst als instructiebus |
| 7712-7717, 7720, 7721        | 1996      | Van Hool       | A360         | 6      | 3248-3253, 3254, 3258        |                 |                                                           |
| 7724-7726                    | 1993-1995 | Van Hool       | A300         | 3      | 2811, 3110 en 3372           |                 | 7724 is buiten dienst                                     |
| 7756-7757                    | 1979-1980 | Van Hool       | A120         | 2      | 5358-5359                    | Antwerpen       | Buiten dienst                                             |
| 7764                         | 2000      | Jonckheere     | Transit 2000 | 1      | 3902                         |                 | Terug op lijndienst (3902)                                |
| 7781                         | 2007      | Van Hool       | newA330      | 1      | 5086                         |                 |                                                           |
| 7782                         | 1991      | Van Hool       | A600         | 1      | 2548                         |                 |                                                           |
| 7786-7787                    | 1991      | Van Hool       | A600         | 2      | 2550-2551                    | Vlaams- Brabant | 7786 is buiten dienst                                     |
| 7793 a                       | 1991      | Van Hool       | A600         | 1      | 2555                         |                 | Buiten dienst                                             |
| 7793 b                       | 1992      | Van Hool       | A600         | 1      | 2860                         |                 | Buiten dienst                                             |
| 7794                         | 1991      | Van Hool       | A600         | 1      | 2556                         | Vlaams-Brabant  | Nummer behoorde ook aan een infobus                       |
| 7813                         | 1999      | Van Hool       | A600         | 1      | 3625                         | Oost-Vlaanderen |                                                           |
| 7829                         | 1980-1981 | Van Hool       | A120         | 1      | 5619                         |                 | Buiten dienst                                             |
| 7877, 7880, 7884, 7886, 7888 | 1992      | Van Hool       | A600         | 5      | 2831, 2833, 2834, 2838, 2828 | Antwerpen       |                                                           |
| 7890                         | 1995      | Van Hool       | A600         | 1      | 3201                         | West-Vlaanderen |                                                           |
| 7891                         | 2000      | Van Hool       | A360K        | 1      | 3760                         | West-Vlaanderen |                                                           |
| 7894                         | 2006      | Van Hool       | newA330      | 1      | 4898                         | West-Vlaanderen |                                                           |
| 7895                         | 1999      | Van Hool       | A600         | 1      | 3640                         | West-Vlaanderen |                                                           |
| 7896 (1)                     | 2007      | VDL-Jonckheere | Transit 2000 | 1      | 5015                         | West-Vlaanderen |                                                           |
| 7896 (2)                     | 2008      | VDL-Jonckheere | Transit 2000 | 1      | 5136                         | West-Vlaanderen |                                                           |
| 7920                         | 1993      | Van Hool       | A600         | 1      | 2896                         | West-Vlaanderen |                                                           |
| 7951                         | 2014      | Iveco          | Crossway LE  | 1      | -                            | Vlaams Brabant  | Bus heeft geen dienst gedaan als lijnbus.                 |
| 7965-7966                    | 2014      | Iveco          | Crossway LE  | 2      | -                            | Vlaams Brabant  | Bus hebben geen dienst gedaan als lijnbus.                |
| 8043                         | 1998      | Van Hool       | A600         | 1      | 3510                         | Limburg         |                                                           |
| 8044                         | 2000      | Jonckheere     | Transit 2000 | 1      | 3860                         | Limburg         |                                                           |
| 8045                         | 2007      | VDL-Jonckheere | Transit 2000 | 1      | 4985                         | Limburg         |                                                           |
| 8089                         | 2002      | Van Hool       | A330K        | 1      | 4225                         |                 |                                                           |
| 8103                         | 2010      | Van Hool       | newA360      | 1      | 5446                         |                 |                                                           |
| 8107-8108                    | 2006      | Van Hool       | newA330      | 2      | 4881-4882                    | Antwerpen       |                                                           |
| 8111-8112                    | 2005      | Jonckheere     | Transit 2000 | 2      | 4530, 4550                   | Vlaams Brabant  |                                                           |
| 8113                         | 2007      | Van Hool       | newA330      | 1      | 5087                         | Vlaams Brabant  |                                                           |
| 8114                         | 2001      | Jonckheere     | Transit 2000 | 1      | 3906                         | Vlaams Brabant  |                                                           |

### Dienstbussen
Enkele voormalige lijndienstbussen werden, nadat ze uit dienst als lijnbus waren gegaan, ingezet als dienstbussen, onder andere werkwagens en winkelbussen. Enkele van deze bussen werden al bij de voorgangers van De Lijn ingezet als dienstbus en door De Lijn overgenomen. Hieronder een overzicht van de dienstbussen die er zijn en waren met hun voormalige nummering.
| Serie                                   | Bouwjaar | Fabrikant      | Type           | Aantal | In dienst als                                                                       | Voormalige nummering                      | Status        | Opmerking                                                                    |
| --------------------------------------- | -------- | -------------- | -------------- | ------ | ----------------------------------------------------------------------------------- | ----------------------------------------- | ------------- | ---------------------------------------------------------------------------- |
| 3311                                    | 1996     | Jonckheere     | Communo        | 1      | Dienstbus                                                                           | 3311                                      | In dienst     |                                                                              |
| 5379                                    | 1979     | Van Hool       | A120           | 1      | Fietsbus                                                                            | 5379                                      | Buiten dienst |                                                                              |
| 7530, 7539, 7556-7559                   | 1976     | Van Hool       | AU 124         | 2      | Werkwagens                                                                          | NMVB 4842, 4855, 4831, 4834, 4844 en 4849 | Buiten dienst | Waren al bij NMVB in dienst als werkwagen                                    |
| 7554-7555, 7562, 7586, 7586, 7590, 7595 | 1976     | Van Hool       | AU 124         | 6      | Werkwagen                                                                           | NMVB 4475, 4476, 4487, 4477, 4490, 4493   | Buiten dienst | Waren al bij NMVB in dienst als werkwagen                                    |
| 7563                                    | 1996     | Peugeot        | Boxer          | 1      | Werkwagen                                                                           | NMVB 3370                                 | In dienst     |                                                                              |
| 7593                                    | 1970     | Van Hool       | 420            | 1      | Infobus                                                                             | NMVB 3615                                 | Buiten dienst | Was al bij NMVB in dienst als infobus                                        |
| 7616                                    | 1972     | Van Hool       | 409 AI 6       | 1      | Werkwagen                                                                           | NMVB 3823                                 | Buiten dienst | Was al bij NMVB in dienst als werkwagen                                      |
| 7697                                    | 1981     | Van Hool       | AU 138         | 1      | Werkwagen                                                                           | 5556                                      | Buiten dienst |                                                                              |
| 7706                                    | 1973     | Van Hool       | 409 AU 95      | 1      | Werkbus, uitgevoerd met trolleystangen (ontdooien van de bovenleiding in de winter) | MIVG 06                                   | Buiten dienst | Werd in tegenstelling tot zijn soortgenoten pas in 2009 afgevoerd            |
| 7709                                    | 1978     | Van Hool       | A120           | 1      | Werkbus                                                                             | NMVB 5270                                 | Buiten dienst | Was al bij NMVB in dienst als werkwagen                                      |
| 7727                                    | 1993     | Van Hool       | A308           | 1      | Trammelantbus                                                                       | 4523                                      | In dienst     |                                                                              |
| 7749 (1)                                | 1978     | Van Hool       | A120           | 1      | Infobus                                                                             | 5236                                      | Buiten dienst |                                                                              |
| 7749 (2)                                | 1978     | Van Hool       | A120           | 1      | Infobus / administratiebus                                                          | 5243                                      | Buiten dienst | Als vervanger van de ex-5236                                                 |
| 7759                                    | 1977     | Van Hool       | A120           | 1      | Cyberbus                                                                            | 5264                                      | Buiten dienst |                                                                              |
| 7760                                    | 1991     | Renault        | Trafic Confort | 1      | Marketingbus                                                                        | 2781                                      | Buiten dienst |                                                                              |
| 7773                                    | 1978     | Van Hool       | A120           | 1      | Festivalbus                                                                         | 5364                                      | Buiten dienst |                                                                              |
| 7794 (1)                                | 1988     | LAG            | Atlantic       | 1      | Infobus                                                                             | 2217                                      | Buiten dienst |                                                                              |
| 7799                                    | 1978     | Van Hool       | A120           | 1      | Kluisbus                                                                            | 5274                                      | Buiten dienst |                                                                              |
| 7800                                    | 1991     | Van Hool       | A600           | 1      | Trammelantbus                                                                       | 2554                                      | In dienst     |                                                                              |
| 7801                                    |          | Mercedes-Benz  | Sprinter       | 1      | Werkwagen                                                                           | 5092                                      | Buiten dienst |                                                                              |
| 7802                                    | 1997     | Van Hool       | A308           | 1      | Werkwagen                                                                           | 3487                                      | In dienst     |                                                                              |
| 7817                                    |          | Fiat           | Ducato         | 1      | Lijnwinkel                                                                          | 3828                                      | Buiten dienst |                                                                              |
| 7826                                    |          | Ford           | Transit        | 1      | Werkwagen                                                                           | 4028                                      | Buiten dienst | Droeg ook nog tijdelijk nummer 9998                                          |
| 7871                                    | 1999     | Van Hool       | A600           | 1      | Trammelantbus                                                                       | 3654                                      | Buiten dienst |                                                                              |
| 7878                                    | 1982     | Van Hool       | A120           | 1      | Kleedcabinebus                                                                      | 5938                                      | Buiten dienst |                                                                              |
| 7922                                    | 1992     | Van Hool       | A508           | 1      | Infobus                                                                             | 2726                                      | Buiten dienst |                                                                              |
| 7977                                    | 1996     | Denolf & Depla | Boxer          | 1      | Werkwagen                                                                           | 3369                                      | In dienst     |                                                                              |
| 7985                                    | 1997     | Denolf & Depla | ProCity        | 1      | Werkwagen                                                                           | 3577                                      | In dienst     |                                                                              |
| 8046                                    | 1997     | Van Hool       | A308           | 1      | Trammelantbus                                                                       | 3508                                      | In dienst     |                                                                              |
| 8088                                    | 200      | Van Hool       | A600           | 1      | Kledijbus                                                                           | 3721                                      | In dienst     |                                                                              |
| 9806                                    | 1966     | Van Hool       | 420 HA         | 1      | Werkwagen                                                                           | NMVB 3208                                 | Buiten dienst | Was al bij NMVB in dienst als werkwagen                                      |
| 9855                                    | 1973     | Van Hool       | 409 AI         | 1      | Werkwagen                                                                           | NMVB 3928                                 | Buiten dienst | Was al bij NMVB in dienst als werkwagen                                      |
| 9856                                    | 1981     | Van Hool       | A120           | 1      | Infobus                                                                             | NMVB 5840                                 | Buiten dienst | Was al bij NMVB in dienst als infobus, maar kwam in 1993 terug in lijndienst |
| 9985                                    | 2001     | Denolf & Delfa | Procity        | 1      | Promotiebus                                                                         | 4042                                      | In dienst     |                                                                              |

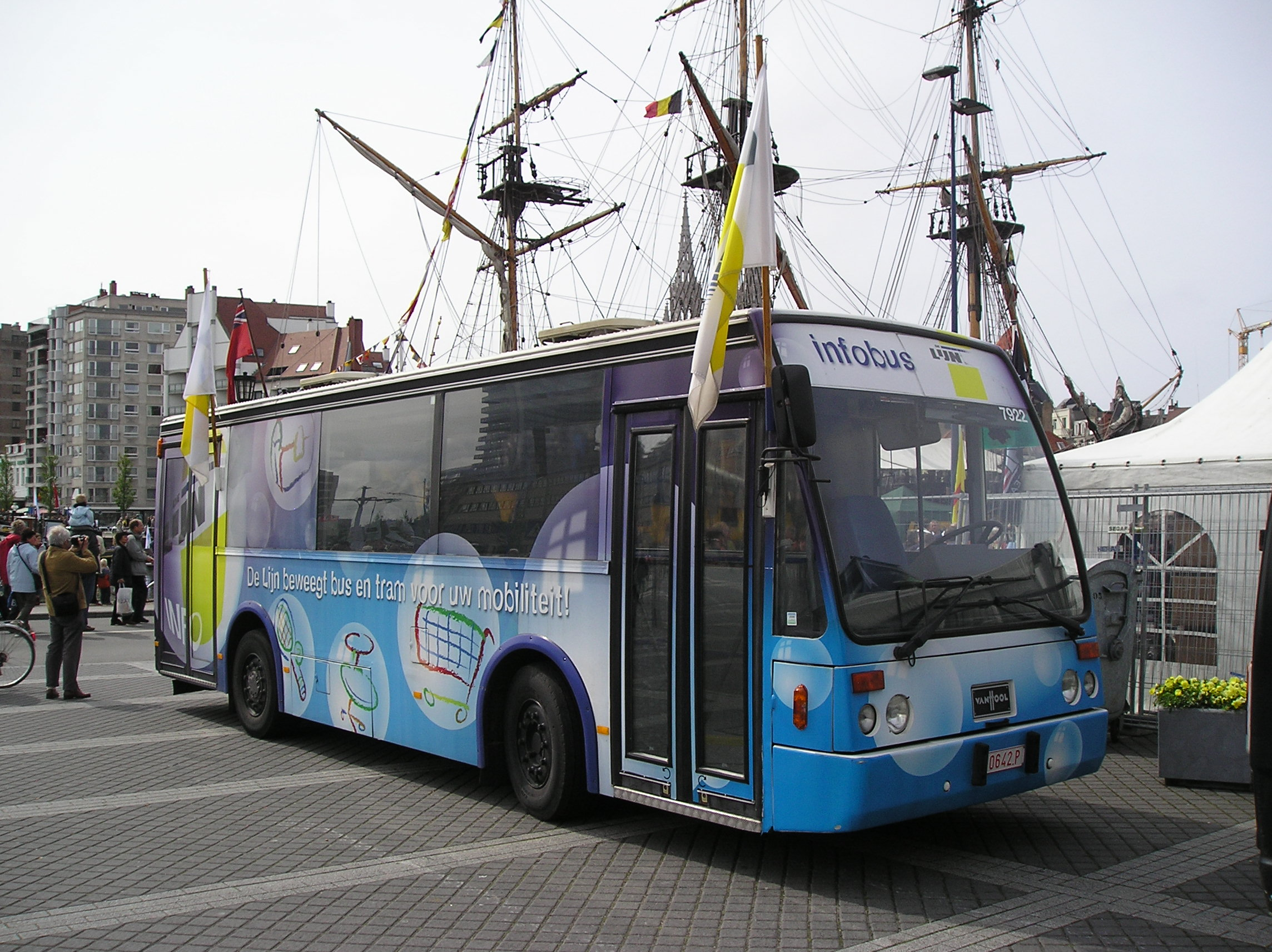
Infobus 7922 van de Lijn